# Армавирский троллейбус
Армавирский троллейбус — система троллейбусного транспорта в городе Армавир (Краснодарский край). Эксплуатация открыта 16 июня 1973 года.

## Официальная организация
Эксплуатацию троллейбусной сети осуществляет ООО «АРМАВИРАВТО», расположенное по адресу: 352903, Краснодарский край, г. Армавир, ул. Лавриненко, 3. Действующий директор: Гетманский Александр Геннадьевич.

## История
- 1971 год — начато строительство первой троллейбусной линии.
- 1972 год — в октябре образовано Армавирское троллейбусное управление.
- 1973 год — 16 июня открыто движение по первой троллейбусной линии: кольцо [ул. Свердлова — ул. Мира — ул. Карла Маркса] — ул. Розы Люксембург — ул. Ефремова — ул. Тургенева — ул. Урицкого — ул. Луначарского — ул. Лавриненко — кольцо [ул. Тургенева — ул. Чернышевского — ул. Энгельса].

Образован маршрут: № 1 «Железнодорожный вокзал „Армавир-I“ — мясокомбинат».
- 1974 год — 8 мая состоялось открытие линии до железнодорожного вокзала «Армавир-II»: ул. Энгельса — ул. Шаумяна — ул. Шмидта — ул. Советской Армии, от ул. Ефремова до Вокзальной ул.

По новой трассе пущен маршрут: № 2 «Железнодорожный вокзал „Армавир-I“ — железнодорожный вокзал „Армавир-II“».
- 1975 год — 20 мая открыто движение по троллейбусному кольцу вокруг сквера Пушкина: ул. Кирова, от ул. Тургенева до сквера Пушкина.

Организован маршрут: № 3 «Сквер Пушкина — железнодорожный вокзал „Армавир-II“».
- 1976 год — 29 мая введена в эксплуатацию новая линия: Новороссийская ул. от ул. Советской Армии — кольцо [Черноморская ул. — ул. Маркова — Азовская ул.].

В связи с этим внесены изменения в схему маршрутов: № 2 «Железнодорожный вокзал „Армавир-I“ — Азовская улица» (перенаправлен); № 3 «Сквер Пушкина — Азовская улица» (перенаправлен); № 4 «Железнодорожный вокзал „Армавир-I“ — железнодорожный вокзал „Армавир-II“» (ненадолго открыт).
- 1989 год — 1 декабря состоялся пуск троллейбусной линии через путепровод по ул. Урицкого: ул. Розы Люксембург — ул. Урицкого, от ул. Свердлова и Карла Маркса до ул. Тургенева.

При этом изменена схема маршрутов: № 3 «Азовская улица — мясокомбинат» (продлён); № 4 «Железнодорожный вокзал „Армавир-I“ — мясокомбинат» (открыт по новой трассе).
- 2001 год — 28 апреля на существующих линиях открыт новый маршрут: № 6 «Сквер Пушкина — Азовская улица». 1 июля под новым номером восстановлен маршрут: № 5 «Железнодорожный вокзал „Армавир-I“ — железнодорожный вокзал „Армавир-II“». В этом же году организован заезд троллейбусов маршрута № 1 к скверу Пушкина (при движении к железнодорожному вокзалу „Армавир-I“).
- 2002 год — 19 августа закрыт троллейбусный маршрут № 5.

Статистика на август: общее количество троллейбусов — 37. Ежедневно на пяти маршрутах (№№ 1—4, 6) работает до 30 троллейбусов. Длина одиночного эксплуатируемого пути составляет 35 км.
- 2005 год — 12 декабря введены в эксплуатацию 2 небольшие линии: прямая односторонняя линия по ул. Розы Люксембург от ул. Свердлова до ул. Карла Маркса (для движения в восточном направлении), разворот на пересечении ул. Розы Люксембург и Урицкого.

Открыт новый троллейбусный маршрут: № 7 «Обувная фабрика — Азовская улица». Движение троллейбусов на маршруте № 6 приостановлено.
- 2007 год — 19 сентября на базе Армавирского троллейбусного управления с привлечением средств ООО «Русский пассажирский транспорт» (г. Москва) создано совместное предприятие «Армавирпассажиртранс».
- 2010 год — 1 марта эксплуатация троллейбусного хозяйства передана обратно в ведение МП г. Армавира «Троллейбусное управление». С 8 мая по 8 июня в Армавире проводились обкаточные испытания низкопольного троллейбуса модели МАЗ-ЭТОН Т103.
- 2011 год — 3 марта в связи с ремонтом путепровода по ул. Ефремова изменены маршруты: № 1 — закрыт, подвижной состав передан на маршрут № 4; № 2 — закрыт, подвижной состав передан на маршрут № 6; № 3 — организован заезд к скверу имени Пушкина; № 6 «Сквер Пушкина — Азовская улица» (восстановлен по старой трассе); № 7 — закрыт; № 7а «Обувная фабрика — сквер Пушкина — Азовская улица» (временный маршрут, открыт на период ремонта путепровода, из-за наличия на трассе участка без контактной сети обслуживается автобусами). 6 марта смонтирован: разворот на пересечении ул. Розы Люксембург и Ефремова. 7(?) марта изменён маршрут: № 4 — организован заезд на пересечение ул. Розы Люксембург и Ефремова (при движении в сторону железнодорожного вокзала). 21 сентября восстановлена конфигурация контактной сети по состоянию на 2 марта, троллейбусное движение организовано по прежним трассам и маршрутам.
- 2014 год — 7 ноября в связи с ремонтом путепровода по ул. Урицкого прекращено движение по маршруту № 4 (парковые рейсы маршрутов №№ 2, 7 стали производиться по трассе маршрута № 1).
- 2015 год - 17 июля восстановлена троллейбусная линия на путепроводе по ул. Урицкого. 16 декабря введена в эксплуатацию вторая очередь Сенного (Ефремовского) моста, на которую перенесена троллейбусная контактная сеть для движения в южном направлении.
- 2017 год - 10 июня изменены маршруты: №№2, 7 — закрыты;    №27 — новый маршрут, открыт по объединённой трассе маршрутов №2 и №7.
- 2018 год - 21 мая на городские маршруты впервые вышел троллейбус МТрЗ-6223.
- 2019 год - 29 августа троллейбусное депо передано в аренду ООО «Армавиравто». 16 сентября возобновлено движение троллейбусов по маршруту №4.

- 2020 год - 22 июня маршрут №4 временно закрыт в связи с ремонтом деформационных швов на Урицкому мосту.
- 2022 год - 1 января изменены маршруты: №1 — закрыт; №3 — организован заезд к скверу Пушкина.12 июня с привлечением специалистов МУП «КТТУ» смонтирована временная троллейбусная линия на новой эстакаде Сенного (Ефремовского) моста. Движение по линии открыто 30 июня, контактная сеть на старом мосту демонтирована на период капитального ремонта сооружения.
- 2023 год - 25 октября возобновлено движение троллейбусов по восточной эстакаде Ефремовского путепровода (в северном направлении).

Существовали проекты следующих линий:
- 1990-е годы. Планами перспективного развития армавирского троллейбуса предусматривалось строительство линии в Северный микрорайон (по улицам Ефремова, Маршала Жукова и Чичерина). Было начато сооружение тяговой подстанции, которая должна была питать новую линию, но затем работы были приостановлены и позже не возобновлены.                                             Тогда же обсуждались проекты новых линий по улицам Ленина (от улицы Урицкого до улицы 20-я линия), Лавриненко и Советской Армии (от улицы Луначарского до улицы Кирова), Ефремова и Советской Армии (от улицы Луначарского до улицы Шмидта, с заездом к автовокзалу).
- 2000-е годы.  Рассматривалась возможность прокладки троллейбусной линии в районе Центрального рынка. Данную линию планировалось провести по реконструированным улицам Халтурина и Ленина на участке от улицы Розы Люксембург до Урицкого моста.

На данный момент в планах значится только открытие линии к автовокзалу. Остальные проекты уже потеряли свою актуальность.

## Маршруты
16 сентября 2019 года восстановлено движение по троллейбусному маршруту № 4, соединяющему район мясокомбината с железнодорожным вокзалом Армавир-I, вечерние дополнительные (парковые рейсы маршрута № 27).
Таким образом, по состоянию на январь 2025 года в Армавире эксплуатируются 3 троллейбусных маршрутов. 
Список действующих маршрутов представлен ниже:

### Действующие маршруты
| №  | Маршрут                                                               | Пункты движения | Дата открытия  |
| -- | --------------------------------------------------------------------- | --- | -------------- |
| 3  | « улица Азовская— Мясокомбинат»                                       | (Ул. Маркова - ул. Азовская / Черноморская - ул. Новороссийская - ул. Советской Армии - ул. Шмидта - ул. Володарского - ул. Шаумяна - ул. Энгельса - ул. Ефремова - ул. Тургенева - ул. Урицкого - ул. Луначарского - ул. Лавриненко - ул. Тургенева / Энгельса - ул. Чернышевского) | 20 мая 1975    |
| 4  | «Железнодорожный вокзал Армавир-I — Мясокомбинат»                     | (ул. Карла Маркса — ул. Розы Люксембург — ул. Урицкого — ул. Луначарского — ул. Лавриненко) | 1 декабря 1989 |
| 27 | «Железнодорожный вокзал Армавир-1 - Обувная фабрика - улица Азовская» | (Ул. Мира - ул. Карла Маркса - ул. Розы Люксембург - Обувная фабрика - ул. Розы Люксембург - ул. Ефремова - ул. Энгельса - ул. Шаумяна - ул. Володарского - ул. Шмидта - ул. Советской Армии - ул. Новороссийская - ул. Черноморская - ул. Маркова. Обратно: (ул. Маркова - ул. Азовская - ул. Новороссийская - ул. Советской Армии - ул. Шмидта - ул. Володарского - ул. Шаумяна - ул. Энгельса - ул. Ефремова - ул. Розы Люксембург - ул. Свердлова - ул. Мира) | 10 июня 2017   |

### Закрытые маршруты
| № | Маршрут                                             | Пункты движения | Дата закрытия    | Причина закрытия           |
| - | --------------------------------------------------- | --- | ---------------- | -------------------------- |
| 1 | «Железнодорожный вокзал Армавир-1 - Мясокомбинат»   | (Ул. Мира - ул. Карла Маркса / Свердлова - ул. Розы Люксембург - ул. Ефремова - ул. Тургенева - ул. Урицкого - ул. Луначарского - ул. Лавриненко - ул. Тургенева / Энгельса - ул. Чернышевского) При движении в сторону железнодорожного вокзала троллейбусы следовали через сквер Пушкина | Начало 2022 года | Закрыт в 2022 году.        |
| 2 | «Железнодорожный вокзал Армавир-1 - улица Азовская» | (ул. Розы Люксембург — ул. Ефремова — ул. Энгельса — ул. Шаумяна — ул. Шмидта — ул. Советской Армии — Новороссийская ул. — Черноморская ул. — ул. Маркова) | 10 июня 2017     | Объединён с №7 под №27     |
| 5 | «Вокзал-1 — Вокзал-2»                               | (ул. Карла Маркса — ул. Розы Люксембург — ул. Ефремова — ул. Энгельса — ул. Шаумяна — ул. Шмидта — ул. Советской Армии) | 19 августа 2002  | Дублирование автобусом № 2 |
| 6 | «Сквер Пушкина — улица Азовская»                    | (Азовская ул. — Новороссийская ул. — ул. Советской Армии — ул. Шмидта — ул. Шаумяна — ул. Энгельса — ул. Ефремова — ул. Тургенева — ул. Кирова) | 21 сентября 2011 | Закрыт в 2011 году.        |
| 7 | «Обувная фабрика - улица Азовская»                  | Ул. Розы Люксембург - ул. Ефремова - ул. Энгельса - ул. Шаумяна - ул. Шмидта - ул. Советской Армии - ул. Новороссийская - кольцо [ул. Черноморская - ул. Маркова - ул. Азовская] | 10 июня 2017     | Объединён с №2 под №27     |

## Подвижной состав
В Армавире эксплуатируются троллейбусы моделей:
- ЗиУ-682В [ВОО]: 062, 71 (все машины резервные), (2 ед.)
- ЗиУ-682Г [ГОО]: 91, 094, 96 (3 ед.)
- БТЗ-5276-01: 98 (1 ед.)
- ВМЗ-5298.00 (ВМЗ-375): 099 (1 ед.)
- БТЗ-52761Р: 100, 101 (2 ед.)
- ЗиУ-682Г-016.04: 112—127 (16 ед.)
- МТрЗ-6223-0000010	 № 090 (1 ед.)
- ТролЗа-5275.03 «Оптима»: 128 (1 ед.)
- КТГ-1: ГР-1 (1 ед.)